# Ian Preece
Ian Preece (* 23. Juni 1982) ist ein walisischer Snookerspieler aus Newport.

## Karriere
Ian Preece begann mit 9 Jahren mit dem Snookerspielen. Bereits in jungen Jahren war er erfolgreich und wurde mehrfach walisischer Jugendmeister. 1998 gewann er die Europameisterschaft in der Altersklasse U 19 und ein Jahr später mit 17 Jahren und 147 Tagen als bis dahin jüngster Spieler die Amateurweltmeisterschaft. Obwohl er bereits ab 1998 an der UK bzw. Challenge Tour teilnahm, gelang ihm erst 2003 die Qualifikation für die Snooker Main Tour. Im selben Jahr schaffte er es bei der Snookerweltmeisterschaft 2003 erstmals über die Vorqualifikation hinaus unter die letzten 96. Seine erste Profispielzeit Snooker-Saison 2003/04 war jedoch nicht sehr erfolgreich, erst in der zweiten Saisonhälfte gewann er bei den European Open seine ersten Spiele unter anderem gegen Andrew Higginson und Shaun Murphy. Bei der Weltmeisterschaft kam er unter die letzten 80 und besiegte zuvor den Ex-Weltmeister Joe Johnson in dessen letzten Profispiel mit 10:0. Am Saisonende stand aber lediglich der 93. Platz in der Weltrangliste und er fiel sofort wieder aus der Main Tour heraus.
Die sofortige Wiederqualifikation misslang, obwohl er auf der Challenge Tour zweimal das Viertelfinale erreichte. Erst 2006 schaffte er in der neuen Pontin’s International Open Series mit drei Halbfinals und drei Viertelfinals bei acht Turnieren Platz 3 in der Tourwertung und damit die Main-Tour-Qualifikation. In der Saison 2006/07 hatte er dann zwar erst bei der UK Championship erste nennenswerte Erfolge, erreichte danach aber bei den Welsh Open und den China Open das Hauptturnier mit jeweils 48 Spielern. Platz 64 in der Rangliste bedeutete für ihn den Tourverbleib. Im Jahr darauf konnte er zwar nur bei der UK Championship den Einzug in die dritte Runde wiederholen, in der Zweijahreswertung der Weltrangliste stieg er aber bis auf Platz 55.  2009 schaffte er es bei den Welsh Open ein einziges Mal unter die letzten 32 eines Profiturniers und beim Shanghai Masters in Qualifikationsrunde 4, doch in der Weltrangliste verlor er wieder an Boden. Als 66. der Weltrangliste durfte er nur dank einer Wildcard weiter am Profibetrieb teilnehmen. In der Saison 2009/10 gelang ihm bei den immer weniger werdenden Turnieren nur noch ein einziger Sieg und der Absturz in der Rangliste auf Platz 95 bedeutete sein zweites Main-Tour-Aus.
Ian Preece zog sich daraufhin zeitweise ganz vom Snooker zurück und verschenkte sogar sein Queue. Erst nach längerer Zeit fand er wieder Spaß am Spiel. 2016 schrieb er sich mit 33 Jahren in der Q School ein, und obwohl er einmal im Halb- und einmal im Achtelfinale ausschied, bekam er über die „Order of Merit“ die Startberechtigung für zwei Jahre auf der Main Tour.
Die sechste Profisaison startete für ihn mit zwei Auftaktniederlagen. Er verlor in der Qualifikation für die Indian Open mit 2:4 gegen Mike Dunn und in der Qualifikation für die World Open unterlag er Yu Delu mit 3:5. Ein großer Erfolg waren die Shanghai Masters, wo er in der Letzten der vier Qualifikationsrunde dem Engländer David Gilbert mit 2:5, nachdem er Darryl Hill mit 5:1, Yu Delu mit 5:3 und Chris Wakelin mit 5:2 besiegt hatte. Bei den darauffolgenden English Open besiegte er Oliver Lines und Craig Steadman mit jeweils 4:1, ehe er in der Runde der letzten 32 seinem Landsmann Mark Williams unterlag.  Bei den Northern Ireland Open unterlag er in der ersten Runde dem Chinesen Zhang Anda mit 4:0, und in der ersten Runde der UK Championship unterlag er anschließend Graeme Dott mit 1:6. Bei den Scottish Open besiegte er Michael Wild mit 4:3, ehe er gegen Robert Milkins mit 0:4 unterlag. In der Qualifikation für die German Masters unterlag er dem Engländer Matthew Selt, kurz darauf verlor er sein Erstrundenspiel bei den Welsh Open mit 1:4 gegen John Astley. Beim Shoot-Out verlor er gegen Andrew Higginson mit 34:65 nach Punkten. Eine weitere Niederlage musste er in der Qualifikation für die China Open einstecken, wo er mit 1:5 gegen Tian Pengfei verlor. Bei der Snookerweltmeisterschaft zog er nach einem 10:7 über Ian Burns in die zweite Qualifikationsrunde ein, wo er mit 8:10 gegen den Chinesen Zhou Yuelong verlor. Preece beendete die Saison auf Weltranglistenplatz 101.
Die Saison 2017/18 begann für Preece mit einer 3:4-Niederlage gegen Thepchaiya Un-Nooh in der Qualifikation für die Riga Masters. In der Qualifikation für den China Championship besiegte er Ricky Walden mit 5:0, ehe er mit 4:5 gegen David Grace verlor. Beim Paul Hunter Classic unterlag er in der zweiten Runde Ken Doherty mit 1:4. In der Qualifikation für die Indian Open besiegte er Oliver Lines mit 4:0, in der ersten Hauptrunde verlor er dann mit 2:4 gegen Michael Holt. Bei den World Open verlor er gegen Joe Perry mit 2:5. In der Qualifikation für die European Masters besiegte er Sanderson Lam mit 4:1, in der ersten Runde des Hauptturnieres unterlag er Lü Haotian mit 2:4. In der ersten Runde der English Ope besiegte er Mei Xiwen mit 4:0, ehe er in Runde 2 mit 2:4 gegen Aditya Mehta verlor. Bein International Championship besiegte er in der Qualifikation den Engländer Mark Davis, anschließend unterlag er Tom Ford mit 5:6. Bei den Shanghai Masters überstand er die Qualifikation äußerst knapp, er gewann gegen Oliver Lines mit 4:5. In der ersten Runde traf er auf John Higgins, der ihn mit 1:5 besiegte. Bei den Northern Ireland Open verlor er mit 1:4 gegen Jamie Curtis-Barrett, es folgte eine 2:6-Niederlage gegen Yu Delu in der ersten Runde des UK Championship. Auch bei den Scottish Open war er sieglos, er verlor in Runde 1 mit 1:4 gegen Zhou Yuelong. Eine weitere Niederlage folgte in der Qualifikation für die German Masters, wo er gegen Niu Zhuang mit 1:5 unterlag. Beim Shoot-Out besiegte er den Amateurspieler Oliver Brown, bevor er mit 21:81 nach Punkten gegen Stuart Carrington verlor.  Bei den Welsh Open besiegte er in Runde 1 Zhao Xintong mit 4:2, anschließend verlor er mit 0:4 gegen Robbie Williams. Bei den Gibraltar Open unterlag er in der ersten Runde Rory McLeod mit 3:4. Bei den China Open unterlag er Mark Williams. Bei der Snookerweltmeisterschaft unterlag er in der ersten Runde mit 1:10 dem Chinesen Zhou Yuelong. Es sollte bis auf weiteres sein letztes Spiel als Prof sein, denn der 84. Platz auf der Snookerweltrangliste reichte nicht für eine Qualifikation für die nächste Saison.
2019 probierte er, sich für die Profitour wieder zu qualifizieren. Bei der Q School konnte er zwar gute Ergebnisse erzielen, eine Qualifikation verpasste er aber. Immerhin wurde er durch sein gutes Abschneiden auf die Challenge Tour 2019/20 eingeladen. Auch hier erzielte er durchaus gute Resultate, doch erneut langten sie nicht für eine Qualifikation. Weitere Einladungen qualifizierten ihn für das Riga Masters 2019 und die Qualifikation der Snookerweltmeisterschaft. Ab Beginn der COVID-19-Pandemie zog sich Preece vom Snooker zurück.

## Erfolge
| Ausgang         | Jahr | Turnier                              | Finalgegner        | Ergebnis |
| --------------- | ---- | ------------------------------------ | ------------------ | -------- |
| Amateurturniere |      |                                      |                    |          |
| Sieger          | 1998 | EBSA U-19-Snookereuropameisterschaft | Sean O’Neill       | 7:3      |
| Zweiter         | 1999 | EBSA U-19-Snookereuropameisterschaft | Gerrit Bij de Leij | 3:6      |
| Sieger          | 1999 | Amateurweltmeisterschaft             | David Lilley       | 11:8     |